# Neutal
Neutal (ungerska: Sopronújlak kroatiska: Najtolj) är en ort och kommun i Österrike. Den ligger i distriktet Oberpullendorf i förbundslandet Burgenland, i den östra delen av landet, 70 km söder om huvudstaden Wien. 